# Munidopsis follirostris
Munidopsis follirostris is een tienpotigensoort uit de familie van de Munidopsidae. De wetenschappelijke naam van de soort is voor het eerst geldig gepubliceerd in 1973 door Khodkina.